# 棚障害
棚障害（たなしょうがい）とは膝の疾患の一つである。膝蓋骨内側やや下方に限局した痛みを伴う。

## 棚とは
膝関節を覆う関節包に認める滑膜ヒダのうち膝蓋骨内側緑近傍に認める内側滑膜ヒダのことで、関節鏡で見ると物をのせる棚のように見えるため、こう呼ばれる。生まれつき2、3人に一人この棚をもつ。

## 棚障害のメカニズム
棚が厚くなったり、裂けたりして、曲げ伸ばしの際にお皿の下にひっかかり炎症と痛みをきたす。スポーツ等が原因になることもある。

## 診断
セルフチェックとして、膝の皿の内側に親指をあてた状態で膝の曲げ伸ばしを行い、その際コリコリやボキボキといった音が聞こえれば可能性が高い(但し本当に発症しているかは医療機関を受診する必要がある)。 医療機関では病歴や圧痛の部位から判断し、必要に応じてMRI検査や関節造影、関節鏡を行う。

## 治療
基本は保存的治療で激しい運動を控え、湿布や投薬、筋力維持訓練、物理療法を行い、重症の場合関節鏡下で手術が行われる。